# Nikołaj Aksionow
Nikołaj Aleksandrowicz Aksionow (ros. Николай Александрович Аксëнов, ur. 8 czerwca 1970) – rosyjski wioślarz. Brązowy medalista olimpijski z Atlanty.
Zawody w 1996 były jego pierwszymi igrzyskami olimpijskimi. Startował w ósemce i to w niej zdobył brązowy medal. W tej konkurencji był również trzeci na mistrzostwach świata w 1999. Brał udział w igrzyskach olimpijskich w 2000.